# NPa Macau (P-71)
O NPa Macau (P-71) é um navio-patrulha da Marinha do Brasil da Classe Macaé.

## História
O navio foi construído pelo estaleiro Indústria Naval do Ceará (INACE). Esta embarcação faz parte da encomenda de 27 navios-patrulha de 500 toneladas que posteriormente foi reduzida para 4 navios. 
A sua quilha foi batida em 17 de julho de 2007 e foi incorporado à Armada em 30 de novembro de 2010, em cerimônia presidida pelo Chefe do Estado-Maior da Armada. Seu primeiro Comandante é o Capitão-de-Corveta Maurício do Nascimento Pinto.
O navio está sediado na Base Naval de Natal, subordinado ao Grupamento Naval do Nordeste. 

## Origem do nome
Seu nome é uma homenagem à cidade Macaulocalizada no litoral do estado do Rio Grande do Norte, famosa por sua salinas e pela produção de petróleo.
É o primeiro navio a ostentar esse nome na Marinha do Brasil.

## Missão
Tem por tarefas atuar na fiscalização das Águas Jurisdicionais Brasileiras (AJB), desenvolvendo atividades de patrulha naval, inspeção naval, salvaguarda da vida humana no mar, fiscalização de poluição marítima e proteção dos campos de petróleo no mar, além de contribuir para a segurança do tráfego marítimo nacional.